# Исуповская (Ивановская область)
Исуповская — деревня в Вичугском районе Ивановской области. Входит в состав Сошниковского сельского поселения.

## География
Находится в северо-восточной части Ивановской области на расстоянии приблизительно 9 км на север-северо-восток по прямой от районного центра города Вичуга.

## История
В 1907 году здесь (тогда деревня Кинешемского уезда Костромской губернии) было учтено 35 дворов.

## Население
Постоянное население составляло 149 человек (1897 год), 214 (1907), 7 в 2002 году (русские 100 %), 5 в 2010.